# Compogne
Compogne is een klein dorpje in de Belgische gemeente Bastenaken. Het dorp ligt op het grondgebied van de hoofddeelgemeente Bertogne zelf, in de provincie Luxemburg.

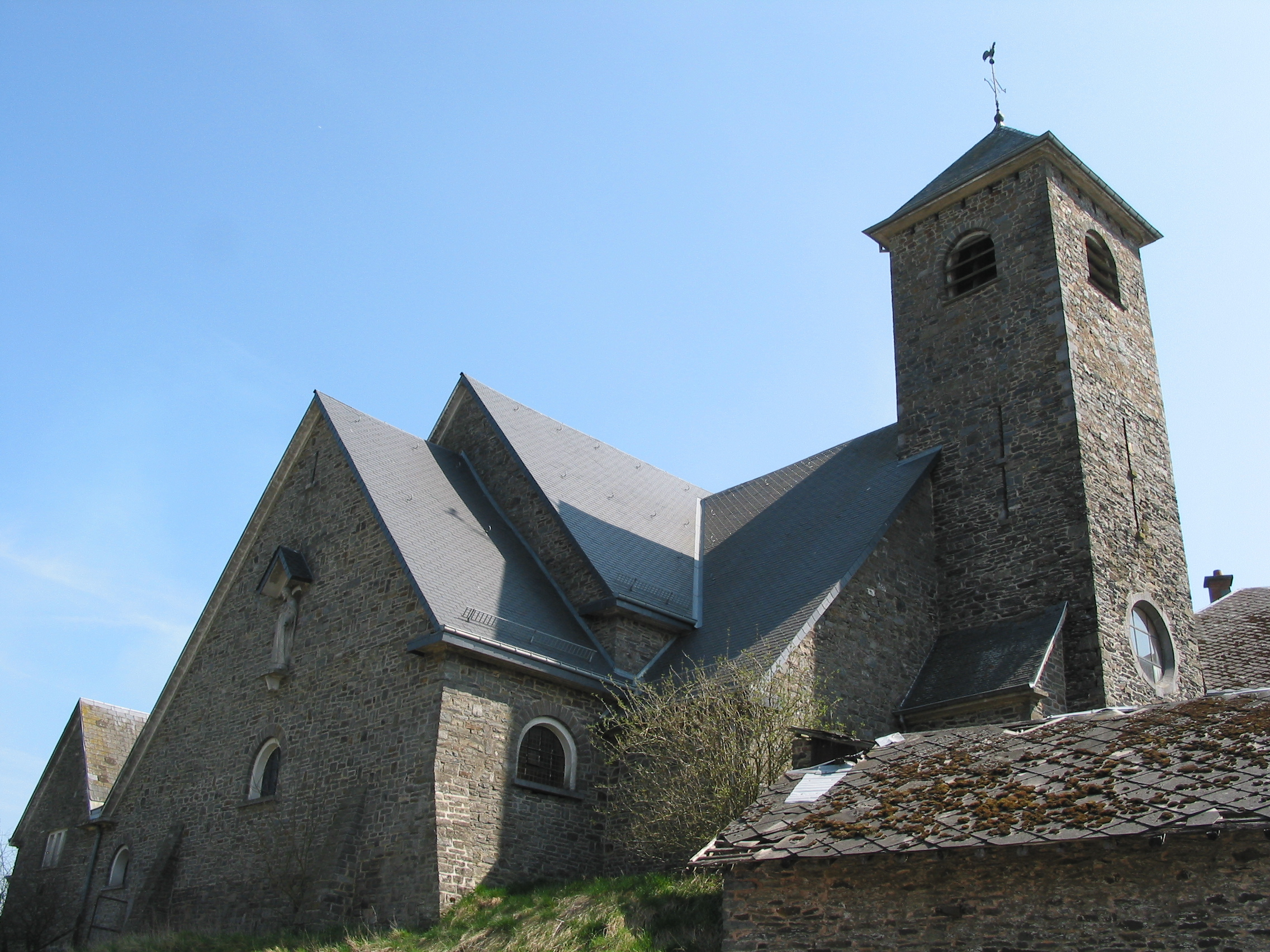
Église Saint-Martin

## Geschiedenis
Op het eind van het ancien régime werd Compogne een gemeente. In 1823 werden bij een grote gemeentelijke herindeling in de provincie Luxemburg veel kleine gemeenten samengevoegd en de gemeente Compogne werd bij Bertogne gevoegd.
Het laatste deel van de dorpsnaam komt van ogna, onia of onacum, een huis of verblijfplaats. Het eerste deel komt van com, comb, comp of cuma, wat vallei betekent. Compogne is dus een "verblijfplaats of woonst in een vallei".

## Bezienswaardigheden
- De Église Saint-Martin

## Verkeer en vervoer
Door Compogne loopt de N826, de weg van Bertogne naar Houffalize.
Deelgemeenten: Bastenaken · Bertogne ·Flamierge ·Longchamps · Longvilly · Noville · Villers-la-Bonne-Eau · Wardin

Overige dorpen: Al-Hez · Arloncourt · Benonchamps · Berhain · Bethomont · Bizory · Bourcy · Bras · Champs · Cobru · Compogne · Fagnoux · Fays · Flamisoul · Foy · Frenet · Gives · Givroulle · Givry · Hardigny · Harzy · Hemroulle · Horritine · Isle-la-Hesse · Isle-le-Pré · Livarchamps · Losange · Lutrebois · Lutremange · Luzery · Mande-Saint-Étienne · Mageret · Marenwez · Marvie · Michamps · Moinet · Monaville · Mont · Neffe · Oubourcy · Rachamps · Recogne · Remoifosse · Rolley · Rouette · Roumont · Salle · Savy · Senonchamps · Troismont · Tronle · Vaux · Wicourt · Wigny · Withimont

Belgische gemeenten · Arrondissement Aarlen · Luxemburg · Wallonië